# Chrysocolaptes
Chrysocolaptes é um género de aves da família dos pica-paus.

## Lista de espécies
O género Chrysocolaptes compreende 9 espécies:
- Pica-pau-sultão-malhado, Chrysocolaptes lucidus
- Pica-pau-sultão-de-lução, Chrysocolaptes haematribon
- Pica-pau-sultão-de-faces-amarelas, Chrysocolaptes xanthocephalus
- Pica-pau-sultão-de-cabeça-vermelha, Chrysocolaptes erythrocephalus
- Pica-pau-sultão-javanês, Chrysocolaptes strictus
- Pica-pau-sultão-grande, Chrysocolaptes guttacristatus
- Pica-pau-sultão-do-malabar, Chrysocolaptes socialis
- Pica-pau-sultão-do-ceilão, Chrysocolaptes stricklandi
- Pica-pau-sultão-de-dorso-branco, Chrysocolaptes festivus